# Liste der Kulturdenkmale in Gesau (Glauchau)
Die Liste der Kulturdenkmale in Gesau (Glauchau) enthält die in der amtlichen Denkmalliste des Landesamtes für Denkmalpflege Sachsen ausgewiesenen Kulturdenkmale im Glauchauer Ortsteil Gesau.

## Legende
- Bild: Bild des Kulturdenkmals, ggf. zusätzlich mit einem Link zu weiteren Fotos des Kulturdenkmals im Medienarchiv Wikimedia Commons. Wenn man auf das Kamerasymbol klickt, können Fotos zu Kulturdenkmalen aus dieser Liste hochgeladen werden:
- Bezeichnung: Denkmalgeschützte Objekte und ggf. Bauwerksname des Kulturdenkmals
- Lage: Straßenname und Hausnummer oder Flurstücknummer des Kulturdenkmals. Die Grundsortierung der Liste erfolgt nach dieser Adresse. Der Link (Karte) führt zu verschiedenen Kartendiensten mit der Position des Kulturdenkmals. Fehlt dieser Link, wurden die Koordinaten noch nicht eingetragen. Sind diese bekannt, können sie über ein Tool mit einer Kartenansicht einfach nachgetragen werden. In dieser Kartenansicht sind Kulturdenkmale ohne Koordinaten mit einem roten bzw. orangen Marker dargestellt und können durch Verschieben auf die richtige Position in der Karte mit Koordinaten versehen werden. Kulturdenkmale ohne Bild sind an einem blauen bzw. roten Marker erkennbar.
- Datierung: Baubeginn, Fertigstellung, Datum der Erstnennung oder grobe zeitliche Einordnung entsprechend des Eintrags in der sächsischen Denkmaldatenbank
- Beschreibung: Kurzcharakteristik des Kulturdenkmals entsprechend des Eintrags in der sächsischen Denkmaldatenbank, ggf. ergänzt durch die dort nur selten veröffentlichten Erfassungstexte oder zusätzliche Informationen
- ID: Vom Landesamt für Denkmalpflege Sachsen vergebene, das Kulturdenkmal eindeutig identifizierende Objekt-Nummer. Der Link führt zum PDF-Denkmaldokument des Landesamtes für Denkmalpflege Sachsen. Bei ehemaligen Kulturdenkmalen können die Objektnummern unbekannt sein und deshalb fehlen bzw. die Links von aus der Datenbank entfernten Objektnummern ins Leere führen. Ein ggf. vorhandenes Icon  führt zu den Angaben des Kulturdenkmals bei Wikidata.

## Gesau
| Bild                                    | Bezeichnung | Lage                                            | Datierung                     | Beschreibung | ID       |
| --------------------------------------- | --- | ----------------------------------------------- | ----------------------------- | --- | -------- |
| Direkt Bild zu diesem Denkmal hochladen | Reihenhauszeile, bestehend aus Doppelhäusern mit Zwischenbauten einer Siedlung                                                    | Albert-Köhler-Straße 14 bis 48 (gerade) (Karte) | um 1930/1935                  | Schlichte Putzbauten im Heimatstil der 1930er Jahre, ortsgeschichtlich von Bedeutung. Sachgesamtheitsbestandteile der Sachgesamtheit Aue-Siedlung (Sachgesamtheitsteil, keine Einzeldenkmale) – (siehe auch Sachgesamtheitsdokument unter OT Glauchau, Sachsenallee – Obj. 09241807) Zwischenbauten Fachwerk mit Tor, teilweise im Originalzustand erhalten. | 09241565 |
| Direkt Bild zu diesem Denkmal hochladen | Wohnstallhaus und Stallgebäude eines Dreiseithofes                                                                                | Bachstraße 1 (Karte)                            | um 1800                       | Baugeschichtlich von Bedeutung, Fachwerkbauten. | 09241566 |
| Direkt Bild zu diesem Denkmal hochladen | Wohnstallhaus und Stallgebäude eines Dreiseithofes                                                                                | Bachstraße 8 (Karte)                            | um 1800                       | Baugeschichtlich von Bedeutung, Fachwerkbauten. Stall: Erdgeschoss massiv, verändert, zu große Fenster, auch im Obergeschoss Veränderungen. | 09241567 |
| Direkt Bild zu diesem Denkmal hochladen | Wohnstallhaus, Seitengebäude (Torhaus), Scheune und Stallgebäude eines Vierseithofes                                              | Bachstraße 12 (Karte)                           | 18. Jahrhundert               | Baugeschichtlich und wirtschaftsgeschichtlich von Bedeutung. Geschlossen erhaltene Hofanlage in Fachwerkbauweise, Wohnstallhaus mit strebenreichem Fachwerk, guter Zustand, Wohnstallhaus zu große Fenster im Erdgeschoss. | 09241568 |
| Direkt Bild zu diesem Denkmal hochladen | Wohnstallhaus eines Bauernhofes                                                                                                   | Dorfstraße 1 (Karte)                            | um 1800                       | Baugeschichtlich von Bedeutung, ortsbildprägendes Fachwerkgebäude nahe der Kirche. Erdgeschoss massiv | 09241569 |
|                                         | Wasserturm | Hofeweg (Karte)                                 | 1935                          | Baugeschichtlich und ortsgeschichtlich von Bedeutung, gestalterische Anklänge an den Heimatstil mit steilem Dach und Dachreiter. Im Zuge der Neuerschließung großer Wohngebiete westlich von Glauchau Mitte der 1930er Jahre wurde auf der Gesauer Höhe ein Wasserturm mit zugehöriger Pumpstation errichtet. Er sollte die neuen Siedlungsgebiete sowie die Orte Höckendorf, Nieder- und Oberschindmaas mit Wasser versorgen und zugleich zu einer Dezentralisierung der Glauchauer Wasserversorgung, die bis dahin nur vom südöstlich der Stadt gelegenen Bismarckturm übernommen wurde, beitragen. Der 36 Meter hohe Turm geht auf einen Entwurf des Glauchauer Baumeisters Reinhold Ulrich zurück und wurde von den Wasserwerken der Stadt Glauchau in Auftrag gegeben. Als Wasserspeicher diente ein 100 Kubikmeter fassender zylindrischer Wasserbehälter aus Stahlbeton, der nach der Außerbetriebnahme im Jahr 2000 zurückgebaut wurde. Der Turm selbst besteht konstruktiv aus einem mit Ziegeln verkleideten Stahlfachwerkgerüst. Seit der Stilllegung als Wasserturm befindet sich das Gebäude in städtischem Besitz, wird von einem Verein betreut und ist im Rahmen von Veranstaltungen als Aussichtsturm zugänglich. Der quadratische Turm zeichnet sich durch seine klare, funktionale Formensprache und die zeittypische Struktur der grauen Rauhputzfassaden aus. Schmale, hochrechteckige Fenster ohne Rahmung sind pro Etage jeweils mittig in den Fassaden angeordnet. Im Bereich des ehemaligen Wasserbehälters sind zu allen vier Seiten Balkone angebracht, die über ein zur Dreiergruppe verbundenes Fensterband betreten werden können. Dem Heimatstil verpflichtet versah man den Turm mit einem kreuzförmigen Grabendach, das im Kreuzungspunkt von einem Dachreiter akzentuiert wird und so einer Kirchturmspitze ähnelt. Als Zeugnis der Erweiterung Glauchaus um neue Wohnsiedlungen im westlichen Stadtteil Gesau ist der Wasserturm von ortsgeschichtlicher Bedeutung. Zugleich ist er ein baugeschichtlich wertvolles Zeugnis, da er die stilistische Entwicklung des Glauchauer Baumeisters Ulrich, der 25 Jahre vorher auch den Bismarckturm am Rümpfwald gebaut hatte, ablesbar macht. (LfD/2017) | 09241572 |
| Direkt Bild zu diesem Denkmal hochladen | Häuslerhaus | Hofeweg 2 (Karte)                               | um 1800                       | Baugeschichtlich von Bedeutung, ortsbildprägendes Fachwerkgebäude nahe der Kirche. Erdgeschoss massiv und verändert, Giebel verkleidet. | 09241571 |
| Weitere Bilder                          | Meilenstein | Meeraner Straße (Karte)                         | 19. Jahrhundert (Meilenstein) | Verkehrsgeschichtlich von Bedeutung. Möglicherweise steht Meilenstein auf Flurstück 179d. | 09241577 |
| Direkt Bild zu diesem Denkmal hochladen | Wohnanlage (Anschrift auch Schönbörnchener Weg 1/1a)                                                                              | Meeraner Straße 55 (Karte)                      | um 1925, zum Teil älter       | Baugeschichtlich von Bedeutung, im Reformstil der Zeit um 1910. | 09240571 |
| Direkt Bild zu diesem Denkmal hochladen | Wohnstallhaus eines Bauernhofes                                                                                                   | Meeraner Straße 73 (Karte)                      | 1790                          | Baugeschichtlich von Bedeutung, ortsbildprägendes Fachwerkhaus. Erdgeschoss massiv, verändert, auch im Obergeschoss zu große Fenster. | 09241573 |
| Direkt Bild zu diesem Denkmal hochladen | Stallgebäude eines Vierseithofes                                                                                                  | Meeraner Straße 77 (Karte)                      | um 1800                       | Baugeschichtlich von Bedeutung, mit Fachwerk-Obergeschoss. | 09241574 |
| Direkt Bild zu diesem Denkmal hochladen | Werkstattgebäude, an Wohnhaus angebaut                                                                                            | Meeraner Straße 112 (Karte)                     | 2. Hälfte 19. Jahrhundert     | Baugeschichtlich von Bedeutung, Fachwerkgebäude der Gründerzeit. Fachwerkkonstruktion. | 09241575 |
| Direkt Bild zu diesem Denkmal hochladen | Häuslerhaus | Meeraner Straße 128 (Karte)                     | um 1800                       | Baugeschichtlich und sozialgeschichtlich von Bedeutung, Fachwerkgebäude. Giebelseitiger Anbau, Fachwerk Obergeschoss, Erdgeschoss massiv. | 09241576 |
| Weitere Bilder                          | Kirche mit Ausstattung, sowie Denkmal für die Gefallenen des Ersten Weltkrieges an der Kirche und Grabmal Stolle auf dem Kirchhof | Pfarrweg (Karte)                                | 1741                          | Baugeschichtlich, ortsgeschichtlich und ortsbildprägend von Bedeutung, barocke Saalkirche, Grabmal Stolle schlichter zeittypischer Grabstein von personengeschichtlicher Bedeutung, zur Erinnerung an den Sozialdemokraten und Reichstagsabgeordneten Karl Wilhelm Stolle (1842–1918). - Kirche: 1959 restauriert, Saalbau mit dreiseitigem Ostabschluss und Westturm, hölzerner Emporeneinbau und Putzdecke, in der Kirche zwei Kruzifixe, Kanzelaltar, spätgotische Schnitzfiguren, Taufengel, Kanzelaltar: zweite Hälfte 18. Jahrhundert, sitzender Taufengel 1756, mehrere spätgotische Schnitzfiguren, Kruzifix 14. Jahrhundert - Grabmal Stolle: geboren 19. Dezember 1842 in Frankenhausen bei Crimmitschau, Besuch Dorfschule, Gärtnerausbildung in Meerane danach auf der Walz, ab 1862 Gärtnerei in Crimmitschau, dort Kontakt mit Bürgern, die der Revolution von 1848/1849 verbunden waren, Bekanntschaft mit Julius Motteler, wurde Mitglied des Crimmitschauer Arbeiterbildungsvereins, Engagement in der Arbeiterbewegung, unter anderem Teilnahme am Vereinstag der deutschen Arbeitervereine in Nürnberg 1868, 1869 rief Stolle gemeinsam mit Motteler die „Internationale Gewerkschaftsgenossenschaft der Manufaktur, Fabrik- und Handarbeiter beiderlei Geschlechts“ ins Leben – Sitz dieser Organisation wurde Crimmitschau, gehörte mit Motteler zu Mitbegründern der Sozialdemokratischen Arbeiterpartei im August 1869 in Eisenach, Gründung der Genossenschaftsdruckerei „Stolle, Schlegel & Co.“ – dort Druck der Zeitung „Crimmitschauer Bürger- und Bauernfreund“ – zeitweise Stolle Redakteur dieser Zeitung, nach Sozialistengesetz Konkurs der Druckerei, mit Hilfe von Freunden Aufbau neuer Existenz – Kauf des Gasthofes „Schönburger Hof“ in Gesau – wichtiger Treffpunkt der Sozialdemokraten, die infolge des Sozialistengesetzes vertreten waren, Gaststätte entwickelte sich zu beliebtem Ausflugslokal der Arbeiter und Veranstaltungsort politischer Versammlungen, ab 1881 im Reichstag für den 18. Wahlkreis Zwickau/Crimmitschau – bis zu seinem Tod 1918 Mitglied des Reichstages (außer zwischen 1887 und 1890), von 1885 bis 1897 Mitglied des Sächsischen Landtages.                   | 09241564 |
| Direkt Bild zu diesem Denkmal hochladen | Wohnanlage in Ecklage (Anschrift auch Meeraner Straße 55)                                                                         | Schönbörnchener Weg 1; 1a (Karte)               | um 1925, zum Teil älter       | Baugeschichtlich von Bedeutung, im Reformstil der Zeit nach 1910, ein Teil der Anlage gründerzeitlich Ende 19. Jahrhundert. | 09241578 |